# Castello di Ostiglia
Il castello di Ostiglia era un'antica roccaforte situata nel comune italiano di Ostiglia.
Venne edificato intorno al 1151 per volere del marchese Ermanno di Verona, ma che fu da sempre osteggiato sia dai veronesi che dai mantovani. Venne parzialmente distrutto e riscostruito nel 1300 da Alberto della Scala a pianta quadrata e dotato di quattro torri angolari. Dopo gli Scaligeri e i Visconti, nel 1400 passò in possesso ai Gonzaga, che lo tennero per trecento anni. Nel 1630 la struttura venne attaccata dalla furia dei lanzichenecchi e nel 1718 e 1729 venne quasi totalmente distrutto.
Ciò che rimane del castello sono tre torri e il basamento di una torre appartenuta alla rocca lungo l'argine del fiume.